# شيطانية

غالباً ما تُستخدم النجمة الخماسية الموّجهة للأسفل لترمز للشيطانية.

الشيطانية أو تمجيد الشيطان (بالإنجليزية: Satanism)‏‏ هو مصطلح عام يشير إلى مجموعة من المعتقدات الإيديولوجية والفلسفية. تتضمن الشيطانية رابطة رمزية وإعجاب بالشيطان. أشارت تقديرات تعود لعام 1990 بوجود 50,000 شيطاني. حالياً قد يكون هناك ما لا يقل عن مئة ألف شيطاني في العالم.
على الرغم من أن الممارسة العلنية للشيطانية بدأت بتأسيس كنيسة الشيطان في الولايات المتحدة عام 1966، إلا أن السابقات التاريخية كانت موجودة: مجموعة تدعى Our Lady of Endor Coven تأسست في أوهايو على يد هربرت آرثر سلون عام 1948.
تتنوع على نطاق كبير المجموعات الشيطانية التي ظهرت بعد ستينات القرن الماضي، ومع ذلك فإن اتجاهان رئيسيان أثنان وهما الشيطانية الإيمانية والشيطانية الإلحادية.
ذكر الشيطان أول مرة في التوراة على هيئة ملاك يطعن بالديانات التي يتبعها البشر رافضاً الاعتراف بسلطة يهوه. بدأت حركة الشيطانيين في 1966 مع تأسيس كنيسة الشيطان.
جميع النصوص الدينية الخاصة بالأديان الإبراهمية تنظر إلى الشيطان على أنه خصم أو عدو، إلا أن هناك بعض الأعمال الأدبية التي تجسد الشيطان بشخصية البطل مثل كتابات جورج برنارد شو ومارك توين التي تبناها الشيطانيون.
الجماعات الشيطانية المعاصرة (التي ظهرت بعد 1960) لها نطاق واسع ومتنوع، لكن يوجد اتجاهان رئيسيان هما الشيطانية الإيمانية (Theistic Satanism) والشيطانية الإلحادية. الشيطانية الإيمانية تبجل الشيطان كإله خارق للطبيعة، على عكس الشيطانيين الإلحاديين  الذين ينظرون إلى أنفسهم على أنهم ملحدون ولايؤمنون بالشيطان المادي بل يؤمنون بالشيطان الرمزي الذي يرمز إلى بعض الخصال البشرية 
على الرغم من الانتقادات الشديدة للشيطانية من قبل الجماعات الدينية الأخرى، إلا أن الشيطانية أصبحت مقبولة في بعض المجتمعات. على سبيل المثال، يسمح الآن للشيطانيين بالانضمام للبحرية الملكية البريطانية للقوات المسلحة، على الرغم من معارضة الكثير من المسيحيين والجماعات الأخرى.
كما أنه في عام 2005 قامت المحكمة العليا بحماية حقوق الشيطانيين بمزاولة طقوسهم في السجون.

## العداء تجاه الشيطانية
تشير الأبحاث التاريخية والأنثروبولوجية إلى أن جميع المجتمعات تقريبًا طورت فكرة وجود قوة شريرة معادية للبشر يمكنها إخفاء نفسها داخل المجتمع. يشمل هذا عادةً الإيمان بالساحرات، وهن مجموعة من الأفراد اللواتي يقلبن معايير مجتمعهم ويسعين إلى إلحاق الضرر بها، من خلال ممارسة سفاح القربى، والقتل، وأكل لحوم البشر مثلًا. قد يكون لمزاعم ممارسة الشعوذة أسباب مختلفة تخدم وظائف مختلفة داخل المجتمع. فقد تعمل مثلًا على الحفاظ على المعايير الاجتماعية، أو زيادة التوتر في النزاعات القائمة بين الأفراد، أو تقديم بعض الأفراد ككبش فداء للمشاكل الاجتماعية المختلفة.
هناك عامل آخر يساهم في فكرة الشيطانية هو مفهوم وجود عامل الحظ السيئ والشر الذي يعمل على نطاق كوني، وهو أمر يرتبط عادةً بشكل قوي من الثنائية الأخلاقية التي تقسم العالم بوضوح إلى قوى الخير وقوى الشر. يُعد أنغرا ماينو أقدم كيان معروف من هذا النوع، وهو شخصية تظهر في الديانة الزرادشتية الفارسية. تبنت اليهودية والمسيحية المبكرة هذا المفهوم أيضًا، رغم أنه سرعان ما هُمّش في الفكر اليهودي، فقد اكتسب أهمية متزايدة في الفهم المسيحي المبكر للكون. بينما كانت الفكرة المسيحية الأولى عن الشيطان غير متطورة بشكل جيد، فقد تكيفت وتوسعت تدريجيًا من خلال إنشاء الفلكلور والفنون والمؤلفات اللاهوتية والحكايات الأخلاقية، فقُدمت الشخصية من خلال مجموعة من الرابطات خارج الكتاب المقدس.

## الشيطانية الفنية

### الشيطانية الأدبية

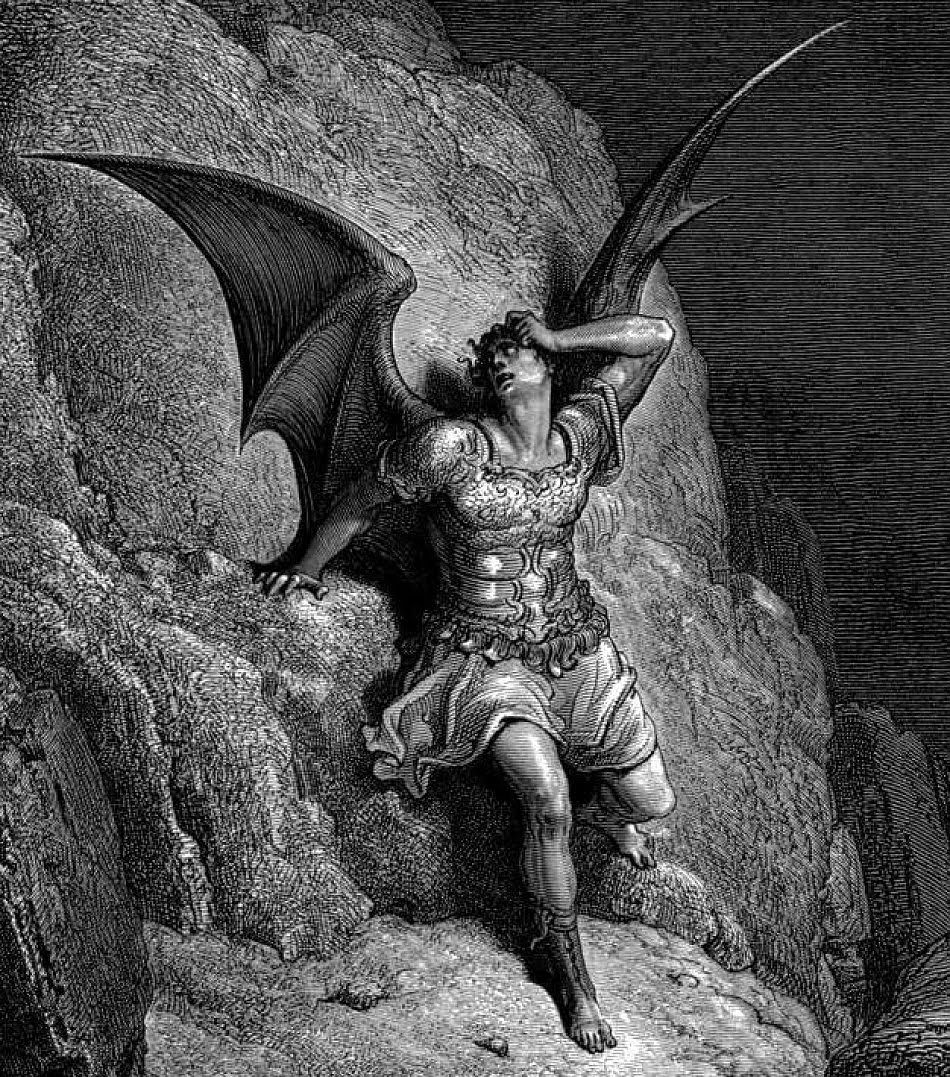
تصوير لشخصية الشيطان في ملحمة «الفردوس المفقود» الشعرية رسمها غوستاف دوريه.

أصبحت شخصية الشيطان منذ أواخر القرن السابع عشر حتى القرن التاسع عشر، غير مهمة بصورة متزايدة في الفلسفة الغربية وتم تجاهلها في اللاهوت المسيحي، بينما نُظر إليه في الفلكلور على أنه شخصية حمقاء وليست مُهددة. ساهم تطور القيم الجديدة في عصر التنوير ـوخاصةً قيم العقلانية والفردانيةـ في حدوث تحول في كيفية نظر العديد من الأوروبيين إلى الشيطان. في هذا السياق، أخرج عدد من الأفراد شخصية الشيطان من الرواية المسيحية التقليدية وأعادوا قراءتها وتفسيرها استنادًا إلى وقتهم ومصالحهم الخاصة، ما أدى بدوره إلى إنتاج صور جديدة مختلفة للشيطان.
يدين التحول في رؤية الشيطان بالكثير من أصوله إلى قصيدة جون ميلتون الملحمية «الفردوس المفقود» (1667)، التي صوّر فيها الشيطان باعتباره بطلًا. كان ميلتون على مذهب التطهيرية ولم يقصد أبدًا تصوير الشيطان على أنه شخصية متعاطفة. ولكن، عند تصويره الشيطان على أنه ضحية كبريائه الذي تمرد على الله، أضفى عليه طابعًا إنسانيًا وسمح بأن يفسر بأنه متمرد ضد الطغيان. هكذا فهم القراء اللاحقون شيطان ميلتون، مثل الناشر جوزيف جونسون، والفيلسوف اللاسلطوي ويليام غودوين، الذي عكس ذلك في كتابه «تحرٍّ حول العدالة السياسية» عام 1793. اكتسب «الفردوس المفقود» عددًا كبيرًا من القراء في القرن الثامن عشر، في كل من بريطانيا وأوروبا القارية، وترجمه فولتير إلى الفرنسية. أصبح بذلك ميلتون «شخصية مركزية في إعادة كتابة الشيطانية» واعتبره كثير من الشيطانيين المتدينين اللاحقين «شيطانيًا بحكم الواقع».
شهد القرن التاسع عشر ظهور ما يسمى «الشيطانية الأدبية» أو «الشيطانية الرومانسية». وفقًا لفان لويك، لا يمكن اعتبار ذلك أنه «حركة متماسكة ذات موقف واحد، بل تعتبر مجموعة محددة لاحقًا من مؤلفين مختلفين اختلافًا شديدًا أحيانًا، يوجد بينهم موضوع متشابه». بالنسبة للشيطانيين الأدبيين، صوّر الشيطان على أنه شخصية خيرية وأحيانًا بطولية، مع انتشار هذه التصويرات الأكثر تعاطفًا في فن وشعر العديد من الشخصيات الرومانسية والمُنحطّة. بالنسبة لهؤلاء الأفراد، لم تكن الشيطانية معتقدًا دينيًا أو نشاطًا شعائريًا، بل كانت «استخدامًا استراتيجيًا لرمز وشخصية ضمن التعبير الفني والسياسي».
كان الشاعر الإنجليزي بيرسي بيش شيلي، الذي تأثر بميلتون، من الشعراء الرومانسيين الذين تبنوا وجهة النظر هذه عن الشيطان. مدح شيلي في قصيدته لاون وسيثنا «الثعبان»، الذي يشير إلى الشيطان، باعتباره قوة للخير في الكون. وكان هناك شاعر آخر هو الشاعر البريطاني اللورد بايرون، زميل شيلي، أدرج مواضيع شيطانية في مسرحيته قابيل عام 1821، التي كانت تجسيدًا دراميًا للقصة التوراتية قابيل وهابيل. تطورت هذه الصور الأكثر إيجابية أيضًا في فرنسا؛ ويُعتبر عمل 1823 إيلوا لألفريد دي فينيي أحد الأمثلة على ذلك. تبن الشاعر الفرنسي فيكتور هوغو الشيطان أيضًا، وجعل سقوط الشخصية من السماء مشهدًا أساسيًا من كتابه نهاية الشيطان، الذي أوجز فيه تفسير نشأة الكون الخاص به. رغم أن أمثال شيلي وبايرون روجوا صورة إيجابية للشيطان في عملهم، فلا يوجد دليل على قيام أي منهم بتأدية طقوس دينية لتبجيله، لذا من الصعب اعتبارهم شيطانيين متدينيين.
نشرت الثورة الأمريكية (1765-1783)، والثورة الفرنسية (1789-1997) الأفكار السياسية اليسارية الراديكالية، وكانت شخصية الشيطان، الذي فُسر على أنه متمرد على الطغيان الذي فرضه الله، جذابة للعديد من اليساريين الراديكاليين في تلك الفترة. فكان الشيطان بالنسبة لهم «رمزاً للنضال ضد الطغيان والظلم والقمع... شخصية أسطورية للتمرد في عصر الثورات، فرد غير عادي في عصر الفردانية، مفكر حر في عصر يناضل من أجل حرية الفكر». تبنى اللاسلطوي الفرنسي بيير جوزيف برودون، الذي كان من أشد المنتقدين للمسيحية، الشيطان باعتباره رمزًا للحرية في العديد من كتاباته. وبالمثل وصف الروسي ميخائيل باكونين، لاسلطوي بارز آخر من القرن التاسع عشر، شخصيةَ الشيطان بأنه «المتمرد الأبدي، أول مفكر حر ومحرّر للعوالم» في كتابه «الله والدولة». يُرجح أن هذه الأفكار ألهمت الناشط النسوي الأمريكي موسى هارمان لتسمية دوريته الأناركية «الوسيفر ذا لايت بيرير». تراجعت فكرة «الشيطان اليساري» هذا خلال القرن العشرين، رغم استخدامها أحيانًا بواسطة السلطات داخل الاتحاد السوفيتي، التي صورت الشيطان على أنه رمز للحرية والمساواة.

### موسيقى الروك والميتال

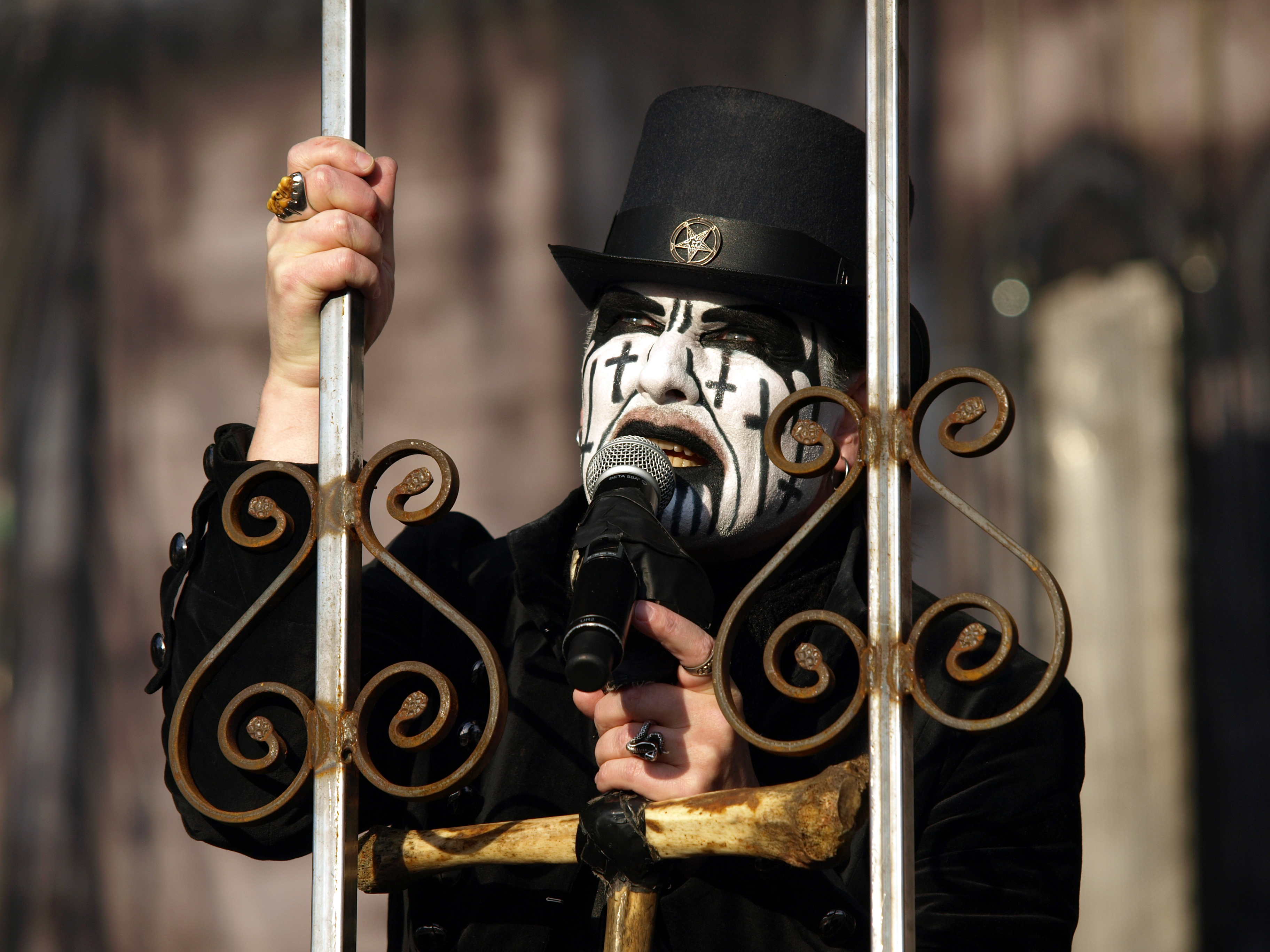
مغني الهيفي ميتال كينغ دايموند هو عضو في كنيسة الشيطان.

خلال الستينيات والسبعينيات، استخدمت العديد من فرق الروك -فرقة كوفن الأمريكية وفرقة بلاك ويدو البريطانية- صور الشيطانية والشعوذة في عملهم الموسيقي. ظهرت إشارات إلى الشيطان أيضًا في عمل فرق الروك التي كانت رائدة في موسيقى الهيفي ميتال في بريطانيا خلال السبعينيات. فمثلًا، ذكرت فرقة بلاك سابث الشيطان في كلمات أغانيها، رغم أن العديد من أعضاء الفرقة كانوا يمارسون الدين المسيحي، وأكدت كلمات أخرى سلطة الإله المسيحي على الشيطان. في الثمانينيات، استخدمت العديد من فرق الهيفي ميتال صورًا شيطانية بشكل أكبر مثل فرق سلاير، وكريتور، وسودوم وديستراكشن. تبنت الفرق النشطة في نمط الديث ميتال الفرعي -ومنها ديسايد وموربيد إنجل وإنتومبد- أيضًا صورًا شيطانية، ودمجتها مع صور أخرى مما أعتبرتها أمورًا رهيبة ومظلمة، مثل صور الزومبي والقتلة المتسلسلين.
أصبحت الشيطانية أكثر ارتباطًا بنمط البلاك ميتال الفرعي، إذ قُدمت على الموضوعات الأخرى المستخدمة في الديث ميتال. أدرج عدد من فناني البلاك ميتال إيذاء النفس في عملهم، مؤطرين ذلك كمظهر للإخلاص الشيطاني. أعلن أعضاء فرقة البلاك ميتال الأولى، فينوم، أنهم شيطانيون، رغم أن هذا كان عملًا استفزازيًا لاجتذاب الأنظار أكثر من كونه تعبيرًا عن الإخلاص الحقيقي للشيطان. استخدمت فرقتا البلاك ميتال باثوري وهيلهامر الموضوعات الشيطانية أيضًا. ولكن، كانت فرقة البلاك ميتال ميرسفل فايت أول فرقة تتبنى الشيطانية بشكل أكثر جدية، إذ انضم المغني فيها، كينغ دايموند، إلى كنيسة الشيطان. يقول الموسيقيون الذين يربطون أنفسهم بالبلاك ميتال غالبًا إنهم لا يؤمنون بأيديولوجية شيطانية شرعية بالحقيقة ويصرحون غالبًا بأنهم ملحدون أو لاأدريون أو متشككون دينيون.
على النقيض من كينغ دياموند، سعى العديد من أنصار البلاك ميتال الشيطانيون إلى إبعاد أنفسهم عن الشيطانية الإلحادية، من خلال الإشارة مثلًا إلى معتقداتهم بأنها «عبادة الشيطان». اعتبر هؤلاء الأفراد الشيطان كياناً حرفيًا، وعلى النقيض من وجهات نظر الإلحادية، ارتبطت الشيطانية بالإجرام والانتحار والترهيب. وبالنسبة لهم، اعتُبرت المسيحية طاعونًا يجب القضاء عليه. كان العديد من هؤلاء الأفراد نرويجيون -مثل فارغ فيكيرنس ويورنميس- تأثروا بالآراء القوية المعادية للمسيحية في هذه الوسط، دُمرت بين عامي 1992 و1996 نحو 50 كنيسة نرويجية في هجمات الإحراق التخريبي المتعمد للكنائس. داخل نطاق البلاك ميتال، استبدل عدد من الموسيقيين لاحقًا الموضوعات الشيطانية مع تلك المستمدة من الهيثانية، وهي شكل من أشكال الوثنية الحديثة.